# Disturbios en Muzaffarnagar de 2013
Los disturbios en Muzaffarnagar de 2013 fueron unos enfrentamientos entre las comunidades hindúes y musulmanas en el distrito de Muzaffarnagar, del estado de Uttar Pradesh, en la India, acontecidos entre agosto y septiembre de 2013, dando un resultado de al menos 62 muertos —42 musulmanes y 20 hindúes—, 93 heridos y más de 50 000 desplazados.

## Desarrollo de los disturbios

La situación del estado de Uttar Pradesh en la India.

Los disturbios han sido descritos como los peores actos de violencia en Uttar Pradesh en la historia reciente, dando como resultado el despliegue del ejército por primera vez en los últimos 20 años. La Corte Suprema de la India, declaró culpables de negligencia a la organización presente en los actos y ordenó la detención inmediata de todos los acusados, independientemente de su afiliación política. La Corte Suprema también culpó al gobierno central por su falta de insumos de inteligencia al gobierno del estado gobernado por el partido Samajwadi y por hacer caso omiso a las alarmas.
A partir del 17 de septiembre, se levantó el toque de queda en todas las áreas afectadas, incluyendo la retirada de los antidisturbios y del ejército.
Un mahapanchayat —gran consejo— de 40 aldeas se celebró en Sardhana el 29 de septiembre de 2013 para protestar contra el gobierno de Uttar Pradesh sobre las cargas y la multitud se mostró violenta cuando la policía comenzó a blandir sus porras. La situación se volvió tensa cuando corrió el rumor de que un joven herido en la acción de la policía había muerto. La multitud incendió los jeeps de la policía y otros vehículos.
El 30 de octubre de 2013, 3 personas murieron y otra resultó herida tras un enfrentamiento entre dos comunidades en el pueblo de Mohammadpur Raisingh, en el distrito de Muzaffarnagar. Las fuerzas de la policía fueron desplegadas y la alarma sonó en todo el distrito. El incidente es ampliamente visto como una repercusión de la violencia de septiembre.